# Пески (Приозерский район)
Пески (до 1948 года Сиркиянсаари, фин. Sirkiänsaari) — посёлок в Запорожском сельском поселении Приозерского района Ленинградской области.

## Название
Топоним происходит, предположительно, от имени Сергейко.
Деревня Сиркиянсаари в начале 1948 года по решению исполкома сельсовета получила название Пески. Переименование было закреплено указом Президиума ВС РСФСР от 13 января 1949 года.

## История
В 1500 году на месте современного посёлка находилось несколько селений: деревня Остров — один двор, где жил некто Сергейко Нестеров, деревня Новый Остров (Сааренкюля) — один двор, и другая деревня Сааренкюля — пять дворов. Всего деревня того времени насчитывала семь дворов, плативших налоги. 
По Окладным книгам 1568 года существовало несколько деревень с общим названием Остров, главная из которых называлась Сергуев Остров. 
Во времена крепостного права деревня принадлежала к усадьбе Сумпула — имению графов Девиеров.
- Деревня Сиркиянсаари на карте 1923 года

До 1939 года деревня Сиркиянсаари входила в состав волости Рауту Выборгской губернии Финляндской республики.
С 1 июля 1941 года по 31 мая 1944 года финская оккупация.
С января 1945 года, в составе Сиркиянсаарского сельсовета Раутовского района.
С октября 1948 года, в составе Гражданского сельсовета Сосновского района.
С января 1949 года деревня стала учитываться как посёлок Пески.
С октября 1956 года — в составе Запорожского сельсовета Сосновского района.
С декабря 1960 года — в составе Приозерского района.
С 1 февраля 1963 года — в составе Запорожского сельсовета Выборгского района.
С 1 января 1965 года — вновь в составе Запорожского сельсовета Приозерского района. 
По данным 1966, 1973 и 1990 годов посёлок Пески входил в состав Запорожского сельсовета.
В 1997 году в посёлке Пески Запорожской волости проживали 11 человек, в 2002 году — 34 человека (русские — 94 %).
В 2007 году в посёлке Пески Запорожского СП проживали 25 человек, в 2010 году — 4 человека.

## География
Посёлок расположен в юго-восточной части района на автодороге 41К-017 (Пески — Подгорье).
Расстояние до административного центра поселения — 10 км.
Расстояние до ближайшей железнодорожной станции Васкелово — 16 км.
Посёлок находится на восточном берегу озера Прохладное.

## Демография
| 2007 | 2010 | 2017 |
| ---- | ---- | ---- |
| 10   | ↘4   | ↘3   |

## Садоводства
Лесные Ямы, Озёрный Кот, Пески-3.